# Облако Смит
Облако Смит (англ. Smith's Cloud) является гигантским газовым облаком, в миллионы раз превышающее по массе наше Солнце, мчащимся в сторону Млечного Пути. Облако было открыто в 1963 году студенткой Гейлой Смит (Gail Smith) (после замужества Гейла Бигер (Gail Bieger), изучавшей астрономию в Лейденском университете, в Нидерландах, и названо Облако Смит (Smith's Cloud) в ее честь.

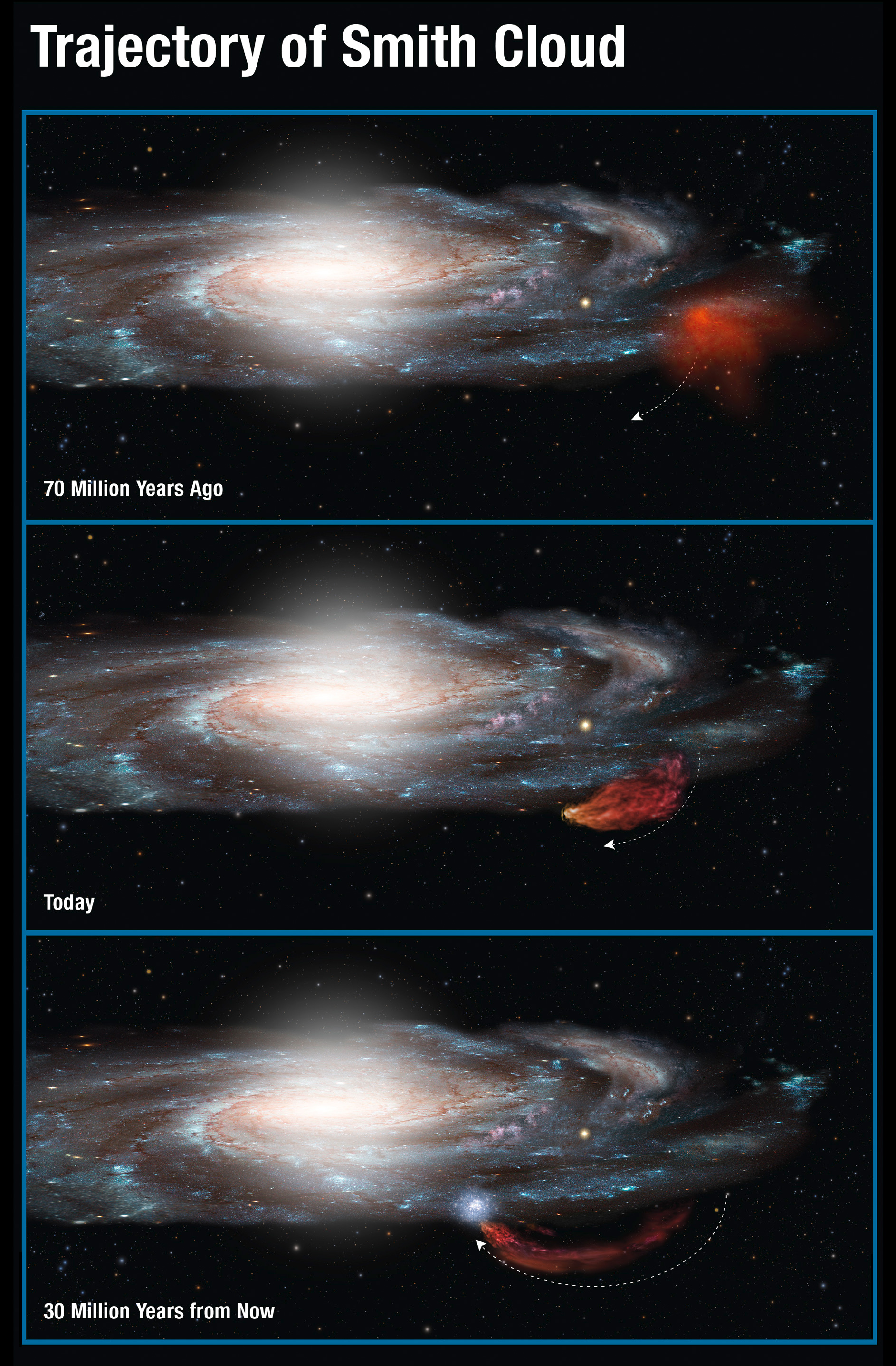
Траектория Облака Смита

Газовое облако состоит по большей части из водорода, имеет протяжность 11 000 световых лет и ширину 2500 световых лет. Это соизмеримо с размерами карликовой галактики. Расчёт траектории этого объекта показал, что приблизительно 70 млн лет назад он уже проходил сквозь диск нашей Галактики. Следующее прохождение сквозь диск Млечного Пути, которое ожидается через 30 млн лет, скорее всего станет для облака последним. Облако находится на расстоянии 8000 световых лет от Млечного Пути и приближается к нашей Галактике со скоростью 240 километров в секунду. При наблюдении с Земли облако имеет угловой размер 10°—12° (если бы оно было видимым невооруженным глазом, то имело бы протяжённость более 20 диаметров Луны). Облако Смит приблизительно через 30 млн лет столкнётся с галактикой Млечный Путь возле Рукава Персея приблизительно в четверти пути от центра нашей Галактики до Солнца.
Гал.долгота 40.5408° 

Гал.широта -15.1273° 

Расстояние 45 000 св. лет